# Moussa Mansaly
Pour les articles homonymes, voir Mansaly.
Moussa Mansaly, dit Sam's, né à floirac dravemont le 9 novembre 1983, est un rappeur, acteur français, et ancien footballeur d'origine sénégalaise, qui après plusieurs expériences en Angleterre et en Grèce a joué au club de foot de Libourne. Il est arreté à l’aéroport de Freetown, le 17 juin 2025 en Sierre Léone, après avoir tenté de faire passe des lingots d’or non-déclarés qu'il avait exhibés la veille sur les réseaux sociaux.

## Biographie

### Musique
À 13 ans, Moussa Mansaly fonde avec quelques acolytes son premier groupe, « Le Square », avec lequel il fait plusieurs premières parties de concerts de groupes tels que celles de la Fonky Family ou du 113. En 2000, il décide de se lancer en solo et parallèlement il crée avec deux amis, Don Shane et Warn, le label Ecliptic Music.
Remarqué par les producteurs Tefa et Masta, il participe à la compilation Hostile 2006. À la suite de cela, le rappeur Youssoupha lui propose de multiples collaborations ; Sam's l’accompagne alors sur sa tournée en 2010. Le Bordelais collabore en parallèle avec d'autres rappeurs tels que S-Pri Noir, Ol Kainry, etc..

### Comédie
En 2008, il joue dans la série En attendant demain. La philosophie de cette web-série étant de tenter de faire partager leur propre regard de la réalité quotidienne dans les cités.
Il joue en 2014 dans Qui vive avec Reda Kateb et Adèle Exarchopoulos. En 2017, il obtient un des rôles principaux dans la comédie dramatique Patients de Grand Corps Malade et Mehdi Idir.
En 2019, il joue Moussa dans La Vie scolaire.
En 2020, il incarne Mastar dans la série Validé.
En 2022 , il incarne Franck Darcheville dans Overdose, film d'Olivier Marchal.

## Discographie

### Albums studio
- 2015 : Dieu est grand
- 2021 : Inspiré d'histoire(s) vraie(s)

### Street album
- 2009 : Un nouveau jour, un nouveau billet

### Mixtapes
- 2011 : Go Fast Mixtape
- 2015 : Je suis petit

### EPs
- 2012 : Gestlude
- 2012 : Gestlude 2
- 2014 : Gestlife Révolution
- 2015 : QDMP - En attendant Dieu est grand
- 2016 : Sunday Soundcloud : Première Saison
- 2016 : Sunday Soundcloud : Pirates Sessions
- 2019 : Deus Ex Machina

## Filmographie

### Télévision
- 2008 : En attendant demain : Malik
- 2011 : Les Beaux mecs (mini-série télévisée) de Gilles Bannier : Moussa
- 2018 : Nox (mini-série télévisée) de Mabrouk El Mechri, épisode 3 : Ismaël Asri
- 2020 : Validé (série télévisée) : Mastar
- 2021 : Carrément craignos (mini-série télévisée) : Joe
- 2021 : Rebecca : Adrien Barrault
- 2023 : Rictus : François

### Cinéma

#### Longs métrages
- 2013 : Mohamed Dubois d'Ernesto Oña : Issa
- 2014 : Les Rayures du zèbre de Benoît Mariage : Boubacar
- 2014 : Qui vive de Marianne Tardieu : Abdou
- 2014 : Colt 45 de Fabrice Du Welz : Moussa
- 2016 : Patients de Grand Corps Malade et Mehdi Idir : Toussaint
- 2017 : La Surface de réparation de Christophe Régin : Djibril Azembert
- 2019 : La Vie scolaire de Grand Corps Malade et Mehdi Idir : Moussa
- 2020 : Miss de Ruben Alves : Randy
- 2020 : T'as pécho ? d'Adeline Picault : le flic
- 2020 : Tout simplement noir de Jean-Pascal Zadi et John Wax : le coach boxe dans Black Love
- 2022 : Overdose d'Olivier Marchal : Franck Darcheville
- 2022 : Placés de Nessim Chikhaoui : Adama
- 2022 : Le Marchand de sable de Steve Achiepo : Djo Tiéné
- 2022 : Pétaouchnok d'Édouard Deluc : Ali
- 2023 : Borgo de Stéphane Demoustier : Djibril
- 2025 : L'Affaire de l'esclave Furcy d'Abd al Malik : Brabant
- 2025 : Bastion 36 d'Olivier Marchal : Titus la Chapelle

#### Courts métrages
- 2012 : Le Gardien de son frère de Basile Doganis
- 2012 : La Ville Lumière de Pascal Tessaud : Jalal
- 2012 : La Collection donne de la voi(e)x : La Dette d'Ernesto Ona : le premier interne
- 2018 : Clochard de Kytao : Bakari
- 2018 : Air Max, le film de Bastien Fiche : Sam
- 2023 : L'Invulnérable de Lucas Bacle : Oumar

## Récompenses et distinctions
- Festival du film de société de Royan 2022 : Prix de la meilleure interprétation
- Festival du film de Sarlat 2016 : Prix d'interprétation masculine pour Patients (prix collectif pour l'ensemble des acteurs du film)[6]